# Karin Lindquist
Karin Lindquist (* um 1953, verheiratete Karin von Sivers) ist eine schwedische Badmintonspielerin. 

## Karriere
Karin Lindquist gewann in Schweden 11 Juniorentitel und wurde 1969 auch Junioreneuropameisterin. Schon in ihrer Juniorenzeit war sie auch bei den Erwachsenen erfolgreich, wo sie 1970 ihren ersten Titel errang. Sechs weitere folgten bis 1980. 1973 gewann sie die USSR International.

## Sportliche Erfolge
| Saison    | Veranstaltung                     | Disziplin   | Platz | Name                                                      |
| --------- | --------------------------------- | ----------- | ----- | --------------------------------------------------------- |
| 1967/1968 | Schweden: Einzelmeisterschaft U19 | Damendoppel | 1     | Karin Lindquist / Ann Ternström (BK Eken)                 |
| 1968/1969 | Schweden: Einzelmeisterschaft U19 | Mixed       | 1     | Gert Perneklo / Karin Lindquist (BK Aura / BK Eken)       |
| 1968/1969 | Schweden: Einzelmeisterschaft U19 | Damendoppel | 1     | Karin Lindquist / Ann Ternström (BK Eken)                 |
| 1969      | Junioren-Europameisterschaft      | Mixed       | 1     | Gert Perneklo / Karin Lindquist                           |
| 1969/1970 | Schweden: Einzelmeisterschaft U19 | Mixed       | 1     | Kent Kotte / Karin Lindquist (Bollen / BK Eken)           |
| 1969/1970 | Schweden: Einzelmeisterschaft U19 | Dameneinzel | 1     | Karin Lindquist (BK Eken)                                 |
| 1969/1970 | Schweden: Einzelmeisterschaft U19 | Damendoppel | 1     | Karin Lindquist / Ingrid Nilsson (BK Eken / Smash)        |
| 1969/1970 | Schweden: Einzelmeisterschaft     | Mixed       | 1     | Kurt Johnsson / Karin Lindquist (Hisingen / BK Eken)      |
| 1970/1971 | Schweden: Einzelmeisterschaft U19 | Mixed       | 1     | Sven-Ove Kellermalm / Karin Lindquist (Smash / Spårvägen) |
| 1970/1971 | Schweden: Einzelmeisterschaft U19 | Dameneinzel | 1     | Karin Lindquist (Spårvägen)                               |
| 1970/1971 | Schweden: Einzelmeisterschaft U19 | Damendoppel | 1     | Birgitta Ernquist / Karin Lindquist (Spårvägen)           |
| 1971/1972 | Schweden: Einzelmeisterschaft U19 | Mixed       | 1     | Thomas Angarth / Karin Lindquist (Spårvägen)              |
| 1971/1972 | Schweden: Einzelmeisterschaft U19 | Damendoppel | 1     | Anette Börjesson / Karin Lindquist (GBK / Lidingö)        |
| 1972/1973 | Schweden: Einzelmeisterschaft     | Damendoppel | 1     | Anette Börjesson / Karin Lindquist (GBK / Spårvägen)      |
| 1973      | USSR International                | Damendoppel | 1     | Lene Køppen / Karin Lindquist                             |
| 1974/1975 | Schweden: Einzelmeisterschaft     | Mixed       | 1     | Bengt Fröman / Karin Lindquist (IFK Lidingö)              |
| 1975/1976 | Schweden: Einzelmeisterschaft     | Damendoppel | 1     | Karin Lindquist / Eva Stuart (IFK Lidingö / MFF / MAI)    |
| 1977/1978 | Schweden: Einzelmeisterschaft     | Mixed       | 1     | Lars Wengberg / Karin Lindquist (BK Aura / IFK Lidingö)   |
| 1978/1979 | Schweden: Einzelmeisterschaft     | Damendoppel | 1     | Lena Axelsson / Karin Lindquist (IFK Lidingö)             |
| 1979/1980 | Schweden: Einzelmeisterschaft     | Damendoppel | 1     | Lena Axelsson / Karin Lindquist (IFK Lidingö)             |